# Nagroda im. prof. Jerzego Skowronka
Nagroda im. prof. Jerzego Skowronka – nagroda honorowa przyznawana autorom i wydawcom w dziedzinie historii i archiwistyki. Ustanowiona w 1997 r. dla upamiętnienia tragicznie zmarłego dyrektora Naczelnej Dyrekcji Archiwów Państwowych Jerzego Skowronka.
Przewodniczącym jury jest prof. UW dr hab. Jarosław Czubaty, pełniący funkcję przewodniczącego Rady Naukowej Instytutu Historycznego Uniwersytetu Warszawskiego. Poprzednią przewodniczącą była prof. Barbara Grochulska z Instytutu Historycznego Uniwersytetu Warszawskiego.
Przyznawana podczas Targów Książki Historycznej w Warszawie.

## Laureaci
- 1997 – Warszawska Oficyna Wydawnicza Gryf za pracę Andrzeja Nowaka Jak rozbić rosyjskie imperium. Idee polskiej polityki wschodniej 1733–1921;
- 1999 – Radosław Żurawski vel Grajewski za pracę Wielka Brytania w dyplomacji księcia Adama Jerzego Czartoryskiego w okresie kryzysu wschodniego (1832–1841);
- 2002 – Norbert Kasparek (Uniwersytet Warmińsko-Mazurski) za publikację Powstańczy epilog. Żołnierze Powstania Listopadowego w dniach klęski i internowania 1831–1833[2];
- 2003 – Wydawnictwo Akademii Świętokrzyskiej za pracę Stanisława Wiecha pt. Społeczeństwo Królestwa Polskiego w oczach carskiej policji politycznej 1866–1896 oraz Dariusz Matelski (Dom Wydawniczy Harasimowicz w Poznaniu) za książkę: Problemy restytucji polskich dóbr kultury od czasów nowożytnych do współczesnych. Archiwa – księgozbiory – dzieła sztuki – pomniki[3][4];
- 2004 – Oficyna Wydawnicza RYTM za pracę Mieczysława Adamczyka pt. Szkoły obce w edukacji Galicjan. Kraje Korony Węgierskiej i Wydawnictwo Akademii Świętokrzyskiej. za pracę Lidii Michalskiej-Bracha pt. Powstanie styczniowe w pamięci zbiorowej społeczeństwa polskiego w okresie zaborów[5];
- 2005 – Wojewódzki Ośrodek Animacji Kultury w Białymstoku za pracę Krzysztofa Filipowa pt. Order Orła Białego 1705–2005 oraz Wydawnictwo Neriton i Instytut Historii PAN za pracę Tadeusza Epszteina pt. Z piórem i paletą. Zainteresowania intelektualne i artystyczne ziemiaństwa polskiego na Ukrainie w II połowie XIX w.[6];
- 2006 – Wydawnictwo Uniwersytetu Warmińsko-Mazurskiego w Olsztynie za pracę Tomasza Strzeżka Kawaleria Królestwa Polskiego w powstaniu listopadowym – mobilizacja i podstawy funkcjonowania oraz Dom Wydawniczy BELLONA za pracę Piotra Żurka Hotel Lambert i Chorwaci 1843–1850[7];
- 2007 – Społeczny Instytut Wydawniczy Znak za pracę Adama Zamoyskiego pt. 1812. Wojna z Rosją[8];
- 2009 – Wydawnictwo Uniwersytetu Śląskiego za pracę Dariusza Nawrota Litwa i Napoleon w 1812 roku, Katowice 2008.
- 2010 – Wydawnictwo Naukowe Akademii Pedagogicznej w Krakowie za pracę Huberta Chudzio „Polityk Hotelu Lambert. Generał Ludwik Bystrzonowski (1797–1878)” oraz Instytut Historii Uniwersytetu Adama Mickiewicza za pracę Krzysztofa Marchlewicza „Wielka Emigracja na Wyspach Brytyjskich (1831–1863)”[9];
- 2011 – Wydawnictwo Literackie za pierwszą edycję w języku polskim rozprawy Adama Czartoryskiego „Rozważania o dyplomacji” w przekładzie Jana Marii Kłoczowskiego wraz z opracowaniem Marka Kornata. Jury postanowiło również wyróżnić Wydawnictwo TRIO za pracę Lecha Królikowskiego „Warszawa – Dzieje fortyfikacji” za propagowanie wiedzy z dziedziny historii militarnej[10];
- 2013 – Album „Powstanie styczniowe” pod red. Aliny Jurkiewicz-Zejdowskiej, która ukazała się staraniem Narodowego Centrum Kultury, Wydawnictwa Bellona oraz Muzeum Wojska Polskiego[11];
- 2014- Dorota Sula za „Powrót ludności polskiej z byłego Imperium Rosyjskiego w latach 1918–1937” opublikowaną przez Wydawnictwo Trio[potrzebny przypis]
- 2015 - Album „Archiwa Rodzinne” - publikacja wydana nakładem Naczelnej Dyrekcji Archiwów Państwowych, współautorzy: Monika Agopsowicz i Władysław Deńca, Anita Golańska, Aldona Młynarczuk, Maria Romanowska, Zbigniew Zimny oraz Eugeniusz Bałamącek, Marek Tuszyński, Aleksandra Krzyżanowska-Rudnicka, Justyna Trojanowska, Adam Trzciński.[potrzebny przypis]
- 2016 – wydawnictwo Libra s.c. Wydawnictwo i Drukarnia PPHW za monografię „Bałkany słowiańskie. Aspiracje – Uwikłania – Sprzeczności” autorstwa Wiesława Walkiewicza, Białystok 2015. Wyróżnienie specjalne: Wydawnictwo BoSz za albumy z serii „Foto Retro Warszawa lata 40., 50., 60., 70., 80.” pod red. Jana Łozińskiego.
- 2017 – Wydawnictwo Naukowe UAM za pracę Michała Mencfela „Atanazy Raczyński (1788–1874). Biografia” oraz Wydawnictwo im. Stanisława Podobińskiego Akademii im. Jana Długosza w Częstochowie za pracę Danuty Gibas-Krzak „Bośnia i Hercegowina: determinanty dziejów. Pomiędzy Serbami, Chorwatami a supremacją muzułmanów”. Wyróżnienie specjalne: Wydawnictwo Uniwersytetu Kazimierza Wielkiego w Bydgoszczy za pracę „Polska i Jugosławia po II wojnie światowej” pod redakcją Momčilo Pavlovicia, Nebojšy Stamboliji i Andrzeja Zaćmińskiego. Wyróżnienie: Wydawnictwo słowo/obraz za pracę Anny Borowiec „'Album Orbis’ Cypriana Norwida jako księga sztukmistrza”.
- 2018 – nagroda główna: Piotr Głuszkowski za pracę Barwy polskości, czyli życie burzliwe Tadeusza Bułharyna (Wydawnictwo Universitas)[12]; nagroda specjalna: prof. Wiesław Walkiewicz za pracę „Słowiańszczyzna Południowa. Między przeszłością a przyszłością” (Wydawnictwo SGGW)[13]. Wyróżnienie specjalne: dla japońskiego historyka prof. Makoto Hayasaki, który od ponad czterdziestu lat zajmuje się historią Polski i jej sąsiedztwa w czasach nowożytnych[13]. Wyróżnienie w kategorii publikacji poświęconych okresowi napoleońskiemu: Wydawnictwo Campidoglio za pracę Piotra Z. Pomianowskiego „Rozwód w XIX wieku na centralnych ziemiach polskich. Praktyka stosowania Kodeksu Napoleona w latach 1808–1852”. Wyróżnienia w kategorii bałkanistyka: Wydawnictwo Naukowe Uniwersytetu im. Adama Mickiewicza za pracę dr. hab. Marinki Zekicia „Muslimanski odgovor izazovima Okcidenta. Islamizacija Zapada ili vesternizacija islamskog svijeta. S posebnim osvrtom na Bosnu i Hercegovinu i bosanskohercegovačke muslimane – Bošnjake”; Wydawnictwo im Stanisława Podobińskiego Akademii im. Jana Długosza w Częstochowie za pracę prof. Andrzeja Krzaka „Wojny bałkańskie 1912–1913”; Księgarnia Akademicka za pracę Mirelli Korzeniewskiej-Wiszniewskiej „Serbowie jako mniejszość w warunkach transformacji politycznej w państwach byłej Jugosławii 1995–2016”. Wyróżnienie w kategorii Varsaviana: dla Wydawnictwa PWN za publikację „Legia Warszawa 1916–2016” autorstwa Wiktora Bołby, Adama Dawidziuka, Grzegorza Karpińskiego i Roberta Piątka. Wyróżnienie w kategorii czasopisma naukowe: Wydawnictwo Polskiej Akademii Umiejętności za „Studia Środkowoeuropejskie i Bałkanistyczne”, t. XXVI, red. Jan Machnik i Irena Stawowy-Kawka. Wyróżnienia: Wydawnictwo Neriton, Instytut Historii PAN oraz Muzeum Historii Polski za pracę dr. Jana Trynkowskiego „Polski Sybir. Zesłańcy i ich życie. Narodziny mitu”, do druku przygotowała Wiktoria Śliwowska oraz Wydawnictwo Naukowe Uniwersytetu im. Adama Mickiewicza za pracę Kariny Giel „Mały słownik frazeologiczny chorwacko-polski i polsko-chorwacki dla studentów kroatystyki”.
- 2020 – nagroda główna: Maciej Czerwiński za książkę Chorwacja. Dzieje, kultura, idee (Kraków: Międzynarodowe Centrum Kultury, 2020), nagroda specjalna: Irena Stawowy-Kawka[14].
- 2021 – nagroda główna: ex aequo Andrzej Biernat i Sławomir Górzyński za książkę Cmentarz Champeaux w Montmorency. Groby Polskie. Cimetière Les Champeaux à Montmorency. Les Tombes Polonais (Towarzystwo Miłośników Historii. Wydawnictwo DiG, Warszawa 2021) oraz Andrzej Krawczyk za książkę Czyja jest Bośnia? Krótka historia kraju trzech narodów (Znak Horyzont, Kraków 2021). Wyróżnienia: Danuta Gibas-Krzak za książkę Geopolityka Bałkanów (Wydawnictwo Naukowe PWN, Warszawa 2021), Piotr Kuligowski za książkę Radykałowie polistopadowi i nowoczesna galaktyka pojęć (1832-1888) (Universitas, Kraków 2020); Tomasz Jacek Lis za książkę Polscy urzędnicy wyższego szczebla w Bośni i Hercegowinie w latach 1878–1918. Studium prozopograficzne. Studia Galicyjskie. Tom 6. (Wydawnictwo Księgarnia Akademicka i Fundacja Sądecka, Kraków 2020); Witold Matwiejczyk za książkę Pruska policja polityczna wobec mniejszości polskiej w latach 1871–1933. Struktury i ludzie (Lublin 2020, TN KUL) oraz Zofia Wojtkowska za książkę Saga rodu Czartoryskich (Iskry, Warszawa 2020)[15].
- 2022 – Nagrodę otrzymali ex aequo: Mikołaj Getka-Kenig, “Stanisław Kostka-Potocki. Studium magnackiej kariery w dobie upadku i ‘wskrzeszenia’ Polski”, Muzeum Pałacu Króla Jana III w Wilanowie, Muzeum Uniwersytetu Warszawskiego, Warszawa 2021 oraz Aleksandra Oniszczuk, „Pod presją nowoczesności. Władze Księstwa Warszawskiego wobec Żydów”, Wydawnictwa Uniwersytetu Warszawskiego, Warszawa 2021[16].
- 2023 – Nagrodę otrzymali ex aequo: Krystyna Pieniążek-Marković, Smak drogi. Podróże chorwackiego romantyzmu (1839-1860), Wydawnictwo Naukowe Uniwersytetu im. Adama Mickiewicza w Poznaniu oraz Aleksandra Wojtaszek, Fjaka. Sezon na Chorwację, Wydawnictwo Czarne[17]
- 2024 – Nagrodę otrzymał: Jarosław Rubacha, Gloria Victis. Bułgarskie działania dyplomatyczne i militarne podczas wojen bałkańskich w publikacjach dziennika Ilustrowany Kuryer Codzienny, Wydawnictwo Uniwersytetu Warmińsko-Mazurskiego w Olsztynie[18]